# Horacio Campillo
José Horacio Campillo Infante (Santiago, 15 de octubre de 1872-Santiago, 14 de junio de 1956) fue el sexto arzobispo de Santiago.

## Biografía
Fue hijo del abogado y político Cosme Campillo Ibáñez y de María Teresa Infante Tagle.
Cursó estudios de Humanidades primero en el Colegio San Ignacio y después en el Colegio San Pedro Nolasco hasta completar su formación. Posteriormente ingresó a estudiar Leyes a la Universidad Católica, donde obtuvo el título de abogado el 3 de julio de 1896. Al poco tiempo ingresó al Seminario de Santiago para estudiar Teología; fue ordenado sacerdote el 3 de julio de 1900.
Dictó diversas asignaturas en el Seminario, además de enseñar Derecho Canónico en la Universidad Católica, siendo nombrado catedrático de la Facultad de Teología en 1920.  
Con el objeto de poner en práctica las enseñanzas de la encíclica Rerum novarum, fundó en 1900 el Patronato Santa Filomena, al que siguieron más tarde la Sociedad de Instrucción y Habitaciones para los Obreros, que constaba de una iglesia, dos escuelas primarias y una escuela taller. Además hizo levantar cuatro liceos, ocho escuelas básicas y un Instituto Comercial e Industrial, para la instrucción de niños indigentes.  
Fue secretario del arzobispo Juan Francisco González Eyzaguirre, encargándose de la justicia de la arquidiócesis, para vigilar el comportamiento del clero y de los religiosos de su jurisdicción. En 1930 se hizo cargo de la arquidiócesis de Santiago y, un año más tarde, a la muerte del arzobispo Crescente Errázuriz, fue designado para sucederlo. El banquete destinado a serle obsequiado por su nombramiento lo cambió por una comida para cien pobres. 
El arzobispo José Horacio Campillo falleció en la capital chilena el 14 de junio de 1956, a la edad de 84 años.